# Шевчук Вадим Леонідович
Вадим Леонідович Шевчук (нар. 21 жовтня 1995, Запоріжжя, Україна) — український футболіст, захисник фейкового кримського клубу «ТСК-Таврія».

## Життєпис
Вихованець київських клубів РВУФК та «Динамо», перший тренер — Олександр Петраков. У 2016 році виїхав до Білорусі, де підписав контракт з «Білшиною». У футболці бобруйського клубу дебютував 8 серпня 2016 року в програному (0:1) поєдинку 17-о туру Вищої ліги Білорусі проти «Вітебська». Вадим вийшов на поле в стартовому складі та відіграв увесь матч. У складі «Білшини» зіграв 13 матчів у Вищій лізі.
У 2017 році виїхав до окупованого Криму, де виступав за феодосійську «Кафу» в Прем'єр-лізі. З 2017 по 2019 рік виступав у чемпіонаті Краснодарського краю за «Кубань-Холдінг», «ГНС-Спартак» (Краснодар) та «Кубань» (Краснодар). Починаючи з сезону 2019/20 років грає за фейковий «ТСК-Таврія» з Прем'єр-ліги Криму.